# 高野あゆ美
高野 あゆ美（たかの あゆみ、1973年2月25日）は、主にトルコで活動する日本出身の女優、タレント、コーディネーター。制作プロダクション SAGAMI (SAGAMİ Reklamcılık Turizm ve Ticaret LTD. ŞTİ) 代表。
日本大学芸術学部演劇学科卒業、マルマラ大学ラジオ・テレビ学科修士課程修了。
女優業の他にテレビ番組の司会、企画、演出、編集などもこなす。彼女の番組は高い人気を誇っており、トルコ国内では政治家から一般市民までの幅広い層に知られ、最も有名な日本人女性の一人である。
公式サイトでは生年を公表していないが、2008年に受けたインタビューにおいて2008年現在35歳であることを公表しており、自身のツイッターの自己紹介欄で誕生日を2月25日と記している。

## 活動
日大在学中からオスカープロモーションに在籍してモデル業を中心にCM出演などの芸能活動もしており、それらの仕事と学業の合間を見つけては世界各地を精力的に旅行するなどしていた。初めてトルコを訪れたのは1997年で、その際にトルコの映画会社で働く日本人女性から映画の中国人役を紹介されて応募。出演した映画『Herşey Çok Güzel Olacak（全てがとてもうまく行くだろう）』（1998）が大ヒットして以来、映画や舞台への出演依頼が次々に舞い込む。
女優業の他にテレビ番組でも活動し始める。チャンネル24でトーク番組『トゥルキエ・デ・ヤシャマク（Türkiye’de Yaşamak：トルコで暮らす）』、料理番組『アユミの特別な味（Ayumi İle Özel Tatlar）』などの司会を担当した。前者はトルコに暮らす外国人を招きトルコ社会、文化について軽妙なトークを交わす番組で「他国の文化を退屈せずに学べる」「これまで全く知らなかった日本人、日本文化に共感することができた」など高い評価を受けた。
これらの業績から2010年には外務省が事務局を務める「2010年トルコにおける日本年」の日本側親善大使に任命され、祝賀式典の司会をはじめとする様々な関連行事に携わるとともに、6月には日本年の一環として自らが企画主催した高瀬道場の「殺陣・技斗演武会」（Samuray Aksiyon Sanati Gösterisi）をコンヤとイスタンブールで開催した。
2020年にはトルコの演劇月刊誌『Yeni Tiyatro』（”ニュー・シアター”）主催の第8回功労賞・優秀賞で 『Dejavu』（1001 Sanat劇場）出演の高野にコメディ・ミュージカル部門の最優秀助演女優賞が贈られた。
また、日本の雑誌等にトルコの文化や社会などを紹介する記事を寄稿しており、卑近な実体験を通した私的な視点と、社会統計などを用いたより大きな視点の両面から書かれたものが多く、殊更にトルコの礼賛にも批判にも偏することのない内容になっている。一方トルコに日本文化を紹介する文筆活動として、トルコ語
で書かれた初の日本料理本という『Ayumi'nin Mutfağı -Pratik Malzeme ve Tariflerle Japon Yemekleri ve Japon Kültürü- （あゆ美のキッチン－簡単な材料とレシピで日本料理/日本文化－）』を現地出版社から2014年に出版した。これは単なる日本料理のレシピ本ではなく、その料理の意味や来歴、文化的背景なども紹介した内容になっている。さらにトルコのグルメ雑誌『BEEF & FISH』の2015年の新年号から、日本の食文化を紹介する記事の連載を行っている。

## 人物
身長172cm、体重50kg。趣味は料理とフラメンコ。特に料理の趣味は、トルコのグルメ雑誌に日本料理に関する連載をしたり、日本料理の本を出版したりするなど趣味の域を超えており、これは両親が料理人であったことから特に日本の食文化への思い入れが深いためだという。また猫が好きで、本人のSNSには猫に関する書き込みや写真も多い。
トルコでは、地元メディアやファンから必ずといっていいほど「イスラム教に改宗しないのか」と聞かれるという。高野は「改宗すれば喜ばれるのは分かる。でも芸を売る人間が宗教を利用するのは反則と思う」と語り、改宗するつもりはないと語っている。また、トルコ人女優がギリシャ人男性と結婚してイスラムからキリスト教に改宗して大スキャンダルとなったことを、「そのことを問い詰めようとその2人の親元にまでマスコミが押しかける様子に違和感を覚えた」と語っている。
チャンネル24の創設者で『トルコで暮らす』のプロデューサーでもあるムスタファ・ホシュは高野を「イタリア人などでトルコ語ができる外国人タレントは多いが、あゆ美はその中でもトルコが外からどう見えるのか、一番いい分析ができる頭の良い芸能人だ。トルコと日本の絆を深める大きな役割を果たしている」と評している。また、「あゆ美は経験を重ねていい番組制作者になってきた。彼女にはテレビの世界でもっと外国人の目から見たトルコの文化、ライフスタイルを紹介して欲しい」とも語っている。

## 主な出演
映画
- 『Her Şey Çok Güzel Olacak』 （"全てがとてもうまく行くだろう"） 1998年 … 中国娘 Shav Mei 役（デビュー作）
- 『Yeşil Işık』 （みどりの光線）　2001年 … 日本担当の天使
- 『Hırsız Var!』 （"強盗 はい！"）　2004年 … 通訳役
- 『G.O.R.A』　2004年 … 日本人ガイド役
- 『海難1890』　2015年 … 木村美知役
- 『MINAMATA-ミナマタ-』　2020年 … 緒方貞江役

テレビ（ドラマ）
- 『Aşkım Aşkım （アシュクム・アシュクム）』（"マイラブ・マイラブ"） (Kanal D )　2001年 … Makiko役
- 『Japonyalı Gelin』 (TGRT)　2002年
- 『{Hadi Uç Bakalım』 (ATV) 2003年 … Keyoka役
- 『Ağa Kızı』 (Kanal D) 2004 … Yuki役
- 『Hayat Bilgisi』 (Show TV)　2005年 … Hanako役
- 『Aşkım Aşkım （アシュクム・アシュクム）』  (Kanal 1)　2008年 … Makiko役
- 『Küçük Gelin』（"小さな花嫁"） (STV)　2015年5月24日 … Elnara役
- 『O Hayat Benim（第4シーズン）』 (FOXTV)　2017年 … Teya役

テレビ（教養・バラエティー）
- 『世界悠々 シルクロード イスタンブール〜トルコ』 (NHK BS2 )　2000年 … ナレーター
- 『Show Zamanı』 (Show TV)　1999-2000年 … 司会
- 『Anne ben Türkiye’deyim』 (TGRT)　2003年 … 司会
- 『Ayumi İle Özel Tatlar』 （"あゆ美 with スペシャルテイスト"）  (CINE5)　2004-2005年 … 司会・料理実演
- 『Şakaşova』(Show TV) 2005 … 司会
- 『Türkiye’de Yaşamak』 （"トルコで暮らす"） (Kanal 24)　2006年 … 企画・演出・司会
- 『トルコ航空スペシャル 東西の交差点・トルコ』 (BS朝日)　2009年4月11日 … レポーター・案内人
- 『トルコ・長崎美食対決』（BSジャパン）　2010年1月1日 … 料理審査員
- 『トルコ航空スペシャル 東西の交差点・トルコ 特別編〜これであなたもイスタンブール通』 (BS朝日)　2010年3月6日 … レポーター・案内人
- 『地球アゴラ／第107回 親日国トルコの素顔』 （NHK BS1）2010年11月7日 … "アゴラー"
- 『Arife Tarif』（料理番組） (TRT 1)　2010年11月19日 … ゲスト
- 『大人のヨーロッパ街歩き』（BS日テレ/旅チャンネル）　2010年7月2日 - 放映中 … ナビゲーター
- 『はなまるマーケット』（とくまる／トルコのヨーグルト活用術）（TBS系列）2012年8月6日 … 現地案内・レシピ指導

舞台
- 『Amerikan Hala』 ( Sadri Alışık 劇団)　1999年
- 『Boing Boing』 (Sadri Alışık 劇団)　2001年
- 『Çayhane』 (イスタンブール国立劇団)　2004年- … Lotus Blossom
- 『アベニューQ』 (イスタンブール)　2009年 … クリスマス・イブ（日本娘）
- 『竹取物語』 （劇団影法師/演出：鵜山仁／主演：アティッラ・シェンディル）　2010年 … 黒衣

広告・その他
- Ülker（ウルケル） Soya Köftesi　2003年 （ウルケルはトルコの代表的な食品会社、Soya Köftesi は大豆を用いたキョフテ）
- 三洋電機（トルコ）　2004-2006年
- 「トルコにおける日本年」日本側親善大使（トルコ側親善大使はハディセ） 2010年 … 祝賀式典の司会、その他の関連行事への参画・出演

## 執筆活動・著作
- 『ワールドバザール21』のウェブ：連載「高野あゆ美がお届けするトルコ情報」　2003年-（外部リンク参照）
- 『清流』（清流出版）13巻1号-3号：連載「世界の街角から Turky トルコ／イスタンブール」
  - 「トルコの『国民的姑』は息子の嫁候補の敵」 2006年1月（13巻1号:p.92）
  - 「文盲率のダウンを目指して女性が女性をバックアップ」2006年2月（13巻2号:p.92）
  - 「愛煙家天国のトルコでも大禁煙キャンペーン中」2006年3月（13巻3号:p.92）
- 『BEEF & FISH』（トルコのグルメ雑誌）日本の食文化を紹介する記事の連載 2015年新年号から
- 『Ayumi'nin Mutfağı -Pratik Malzeme ve Tariflerle Japon Yemekleri ve Japon Kültürü 』- 『あゆ美のキッチン－簡単な材料とレシピで日本料理/日本文化－』[9] （トルコ語） Türkiye İş Bankası Kültür Yayınları（トルコ・イシ銀行文化出版社）2014年8月発行 ISBN 6053322091 / ISBN 9786053322092